# Antvorskovhallen
Spar Nord Arena Slagelse (tidl. Antvorskovhallen) er en idrætshal i Slagelse. Det kan dog også bruges til kulturelle begivenheder og til konferencer. Hallen har plads til 2.380 tilskuere, hvoraf de 1.528 er faste pladser. 
Hallen bruges blandt andet af håndboldklubben Slagelse FH.

## Navneskift
i april 2019 skifter Antvorskovhallen navn til Spar Nord Arena Slagelse. 